# وعيت (مسلسل)
وعيت هو مسلسل درامي لبناني عرض على شبكة OSN المشفرة في 8 سبتمبر 2019.

## القصة
تدور أحداث المسلسل حول فتاة تدعى «دانا نصر» تجد نفسها في عالم ما بعد الغيبوبة، وقد مضى 12 عامًا وتغير كل شئ من حولها، فكيف ستتعامل مع التكنولوجيا المتطورة، ومواقع التواصل الاجتماعي.